# Assumption (Illinois)
Assumption – miasto w Stanach Zjednoczonych, w stanie Illinois, w hrabstwie Christian.